# Hoắc Thành Quân
Hoắc Thành Quân (chữ Hán: 霍成君, ? - 54 TCN), hay Phế hậu Hoắc thị, là Hoàng hậu thứ hai của Hán Tuyên Đế Lưu Tuân, vị Hoàng đế thứ 10 của nhà Hán.
Trở thành Kế hậu sau khi Hứa Bình Quân - nguyên phối của Hán Tuyên Đế qua đời. Về sau Hoắc Thành Quân bị phế và tự sát vì liên quan đến sự việc mưu hại Hứa Hoàng hậu và Thái tử Lưu Thích, liên lụy 1000 người trong gia tộc bị xử tử. Họ Hoắc cũng từ đó mà suy sụp theo.

## Xuất thân
Hoắc Thành Quân nguyên quán ở huyện Bình Dương, quận Hà Đông (nay là địa phận thành phố Lâm Phần, tỉnh Sơn Tây), là con gái của Tư Mã Đại tướng quân, Bác Lục Tuyên Thành hầu Hoắc Quang. Mẹ bà tên Hiển (顯), không rõ họ, đương thời hay gọi Hoắc Hiển (霍顯).
Thời đó, Hoắc Quang là một phụ chính quyền khuynh thiên hạ. Hoắc Thành Quân lớn lên trong một gia tộc có quyền lực chính trị tột đỉnh. Sự giàu sang và hiển hách của họ Hoắc không thua kém gì hoàng thất, do vậy Hoắc Thành Quân có thói quen ban thưởng hậu hĩnh cho người hầu. Bà có một chị gái là Kính phu nhân Hoắc thị, gả cho Thượng Quan An (上官安), sinh ra Thượng Quan Hoàng hậu của Hán Chiêu Đế Lưu Phất lăng. Xét vai vế gia tộc, Thượng Quan hậu là cháu gọi Hoắc Thành Quân bằng dì mẫu.

## Làm Hoàng hậu
Năm Nguyên Bình nguyên niên (74 TCN), Hán Chiêu Đế băng hà năm 20 tuổi, không con nối dõi. Đầu tiên, Hoắc Quang lập Xương Ấp vương Lưu Hạ làm Hoàng đế, nhưng Lưu Hạ hoang dâm vô đạo, làm nhiều việc thất đức, nên bị Hoắc Quang phế và lập Lưu Bệnh Dĩ - chắt của Hán Vũ Đế và Vệ Tư hậu, đồng thời là cháu gọi Hán Chiêu Đế bằng ông chú. Lưu Bệnh Dĩ đăng cơ, tức Hán Tuyên Đế.
Khi này Hán Tuyên Đế đã có vợ là Hứa Bình Quân, sinh Trưởng tử Lưu Thích. Tuyên Đế phong Hứa Bình Quân làm Tiệp dư. Đến thời điểm lập Hậu, Hoắc phu nhân cùng các đại thần dâng tấu thỉnh Tuyên Đế lập Hoắc Thành Quân làm Hoàng hậu. Tuyên Đế không ra mặt từ chối, nhưng hạ chỉ tìm thanh kiếm ông từng dùng thuở hàn vi, ngụ ý không quên thê tử kết tóc thời gian khổ. Các đại thần hiểu ý, liền ủng lập Hứa Tiệp dư làm Hoàng hậu. Tuy vậy, Hoắc phu nhân không bỏ ý định đưa con gái lên ngôi Hậu.
Năm Bổn Thủy thứ 2 (72 TCN), Hứa Hoàng hậu chuẩn bị sinh con thứ hai. Hoắc phu nhân mua chuộc y bà Thuần Vu Diễn để đầu độc Hoàng hậu bằng ấu tàu sau khi sinh. Vì thế, Hứa hậu qua đời ngay sau đó. Các thái y bị giam giữ để điều tra tội thất trách với Hoàng hậu. Hoắc phu nhân chột dạ, vội báo cho Hoắc Quang tội lỗi của mình. Hoắc Quang không muốn tố cáo vợ, đành phải ra lệnh thả Thuần Vu Diễn. Hai năm sau (70 TCN), ngày 11 tháng 3 (âm lịch), Hán Tuyên Đế lập Hoắc Thành Quân làm Kế Hoàng hậu. Do sống trong nhung lụa từ nhỏ, các chi tiêu trong cung của bà vượt xa so với Hoàng hậu quá cố. Bà cố duy trì mối quan hệ tốt với cháu mình là Thượng Quan Hoàng thái hậu, song quan hệ của hai người không hòa hợp như Thái hậu và Hứa hậu. Dù vậy, Hán Tuyên Đế vẫn tỏ ra sủng ái Hoắc Hoàng hậu, đến mức Hán thư xưng gọi「"Thượng diệc sủng chi, chuyên phòng yến"; 上亦寵之，颛房燕」.
Năm Địa Tiết thứ 2 (68 TCN), cha của Hoắc hậu là Hoắc Quang qua đời. Hán Tuyên Đế và Thượng Quan Thái hậu đều đến khóc tang và xây một lăng mộ lớn cho Hoắc Quang. Sau đó, Tuyên Đế dần lấy lại quyền lực về chính trị. Tuy vậy, thân thích của Hoắc hậu như em trai Hoắc Vũ (霍禹), cháu trai Hoắc Vân (霍雲) và Hoắc Sơn (霍山), cùng hai anh rể Phạm Minh Hữu (范明友) và Đặng Quảng Hán (鄧廣漢) vẫn nắm giữ những chức vụ quan trọng.

## Bị phế và qua đời
Năm Địa Tiết thứ 3 (67 TCN), Hán Tuyên Đế lập con trai của Hứa hậu là Lưu Thích làm Hoàng thái tử; phong ông ngoại Lưu Thích là Hứa Quảng Hán (許廣漢) làm Bình Ân hầu.
Việc này làm phật ý Hoắc phu nhân, vì nếu con gái bà sinh được con trai thì sau này đứa bé cũng chỉ được làm Hoàng tử, không phải Hoàng đế tương lai, bà phàn nàn:「"Đứa bé được sinh ra ở nơi dân dã, lấy tư cách gì mà luận lập làm Thái tử? Bây giờ Hoàng hậu sinh Hoàng tử, Đích xuất hiển hách, lại thành Vương chăng?"」. Do vậy mẹ con Hoắc Hoàng hậu lập mưu diệt trừ Thái tử - điều này Hoắc hậu đã thử nhiều lần nhưng không thành. Cùng lúc đó, Tuyên Đế nghe được tin đồn rằng Hoắc gia giết Hứa Hoàng hậu, nên dần tước đi thực quyền của người nhà họ Hoắc, dù vẫn ban cho họ những tước cao lộc hậu.
Năm Địa Tiết thứ 4 (66 TCN), tháng 7, tin đồn ngày càng lan rộng về chân tướng cái chết của Hứa Hoàng hậu. Hoắc phu nhân cuối cùng cũng tiết lộ với con trai và các cháu của mình rằng chính bà là hung thủ hại Hứa Hoàng hậu. Sợ rằng Tuyên Đế sẽ giết cả nhà nếu tìm ra chứng cứ, Hoắc phu nhân cùng con trai, con rể và các cháu trai bày mưu tạo phản, đưa Hoắc Sơn lên ngôi Hoàng đế. Âm mưu này nhanh chóng bị phát giác, toàn bộ gia tộc họ Hoắc bị Tuyên Đế xử tử. Ngày 1 tháng 8 cùng năm đó, Tuyên Đế sau đó hạ chỉ truất phế Hoắc Hoàng hậu vì tội danh hành thích Thái tử Thích, cáo chỉ rằng:「"Hoàng hậu bị u mê lầm lối, lại không tu đức, cùng mẹ là Bác Lục Tuyên Thành hầu phu nhân Hiển âm mưu hãm hại Thái tử, không có cái ân của người làm mẹ, không xứng mang y phục phụng sự Tông miếu, không thể thừa hành Thiên mệnh, Ô hô! Hãy thối lui chốn Ty cung, đưa Tỉ thụ cho Hữu ty!"」. Hán Tuyên Đế quyết định đày Hoắc thị vào Chiêu Đài cung (昭台宫) thuộc Thượng Lâm uyển.
Năm Ngũ Phượng thứ 4 (54 TCN), Hán Tuyên Đế lại đày bà đến một nơi xa hơn là Vân Lâm quán (云林馆). Hoắc Hoàng hậu bị bức tự sát, được chôn ở phía đông đình Tôn Ngô, nay là địa phận Lam Điền, Tây An.

## Phim ảnh
| Năm  | Phim truyền hình | Diễn viên  | Nhân vật        |
| 2002 | Ô Long Thiên tử  | Tào Dĩnh   | Hoắc Thủy Tiên  |
| 2015 | Vân trung ca     | Dương Dung | Hoắc Thành Quân |